# Dansevise
"Dansevise" er en dansk sang, skrevet af Otto Francker og Sejr Volmer-Sørensen, der blev sunget af Grethe Ingmann og akkompagneret af Jørgen Ingmann på guitar, ved Eurovision Song Contest i 1963, hvor sangen vandt. Sangen var den første duet, der vandt sangkonkurrencen.
I forbindelse med sejren ved Jørgen Ingmann på guitar, ved Eurovision Song Contest i 1963 indspillede og udgav Grethe og Jørgen Ingmann også "Dansevise" på engelsk med titlen "I Loved You".
Sangen er også udgivet på svensk af Anne-Lie Rydé samt på finsk af Laila Kinnunen. I Danmark er Dansevise indspillet i coverversion af Lars H.U.G. på coveralbummet Kopy, der blev udgivet i 1989, ligesom  Swan Lee indspillede sangen i 2007, mens Outlandish samme år udgav coveret "Kom Igen", der blev brugt i fodboldspillet FIFA 07.
Grethe Sønck arvede rettighederne til sangen efter Sejr Volmer-Sørensens død. Grethe Sønck passede meget på sangen og meget få fik lov til at indspille den eller bruge den.[kilde mangler] Efter hendes død, er det blevet lettere at få rettighederne til at bruge den. Blandt andet er den blevet brugt som baggrundsmusik i en bankreklame.

## Eksterne kilder og henvisninger
- Danmarks måske bedste bidrag til Melodi Grand Prix er historien om op- og nedture  politiken.dk  26. januar 2013